# Aula Magna (Louvain-la-Neuve)
Pour les articles homonymes, voir Aula Magna.
L'Aula Magna est un édifice de style postmoderne de l'Université catholique de Louvain situé à Louvain-la-Neuve, section de la ville belge d'Ottignies-Louvain-la-Neuve, en Brabant wallon.
« Ce vaste navire de verre amarré au lac de Louvain-la-Neuve symbolise l'achèvement du transfert de la partie francophone de l'université sur le site du Brabant wallon » selon le journal La Libre lors de l'inauguration en 2001.
Le 20 novembre 2018, le président de la République française Emmanuel Macron rencontre des étudiants de l'UCLouvain à l'Aula Magna et, le 28 septembre 2024, le pape François y rencontre des étudiants et doctorants à l'occasion du 600e anniversaire de la fondation de l'Université de Louvain, ancêtre de l'UCLouvain et de la KU Leuven.

## Localisation
L'Aula Magna se dresse au numéro 1 de la Place Raymond Lemaire, au sud-ouest de la Grand-Place de Louvain-la-Neuve, entre celle-ci et le lac de  Louvain-la-Neuve, dont elle orne la pointe nord.
Elle se situe à côté du complexe cinématographique et face au complexe hôtelier et résidentiel Resort Urbain Agora.

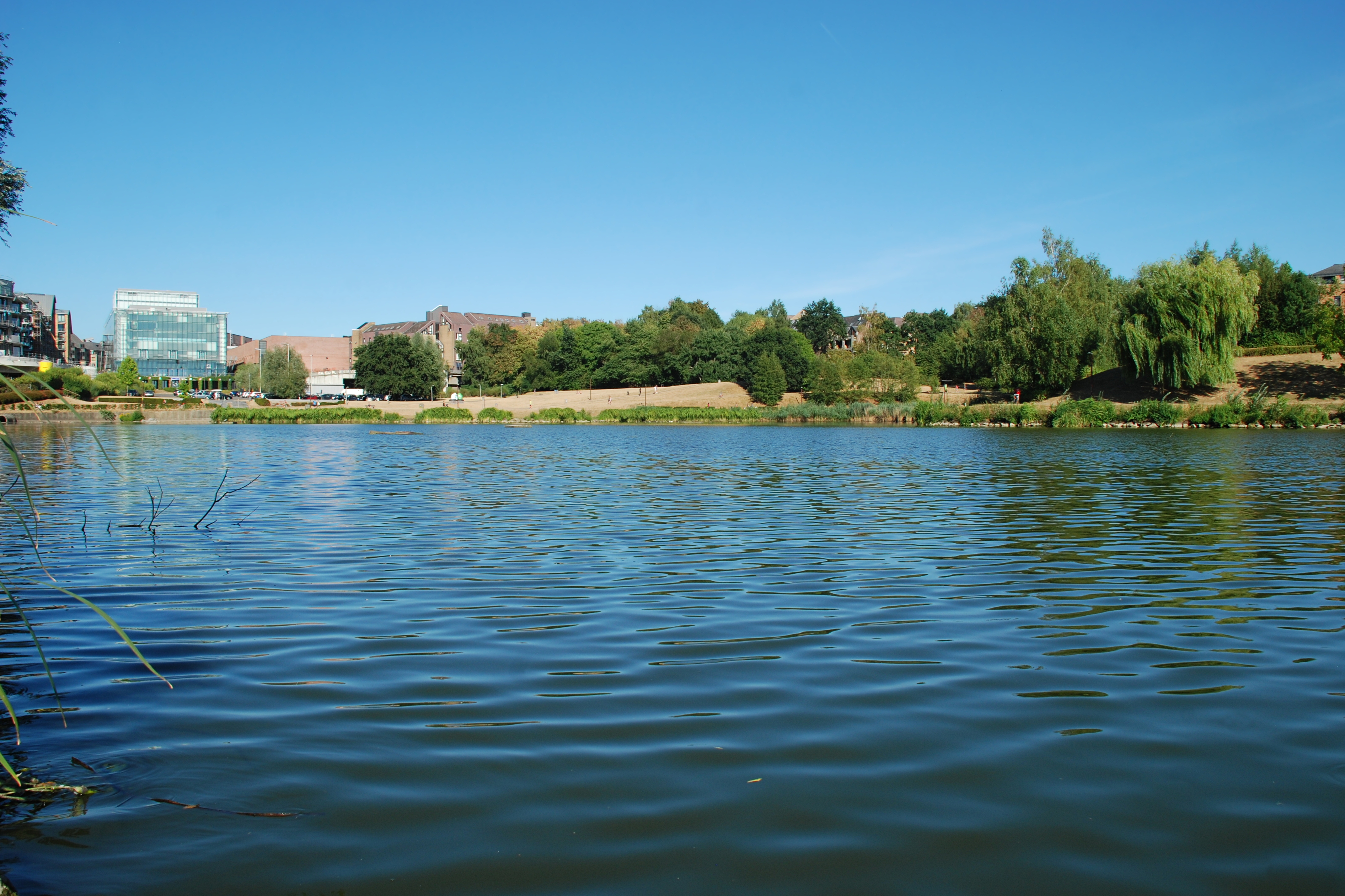
L'Aula Magna à la pointe nord du lac.
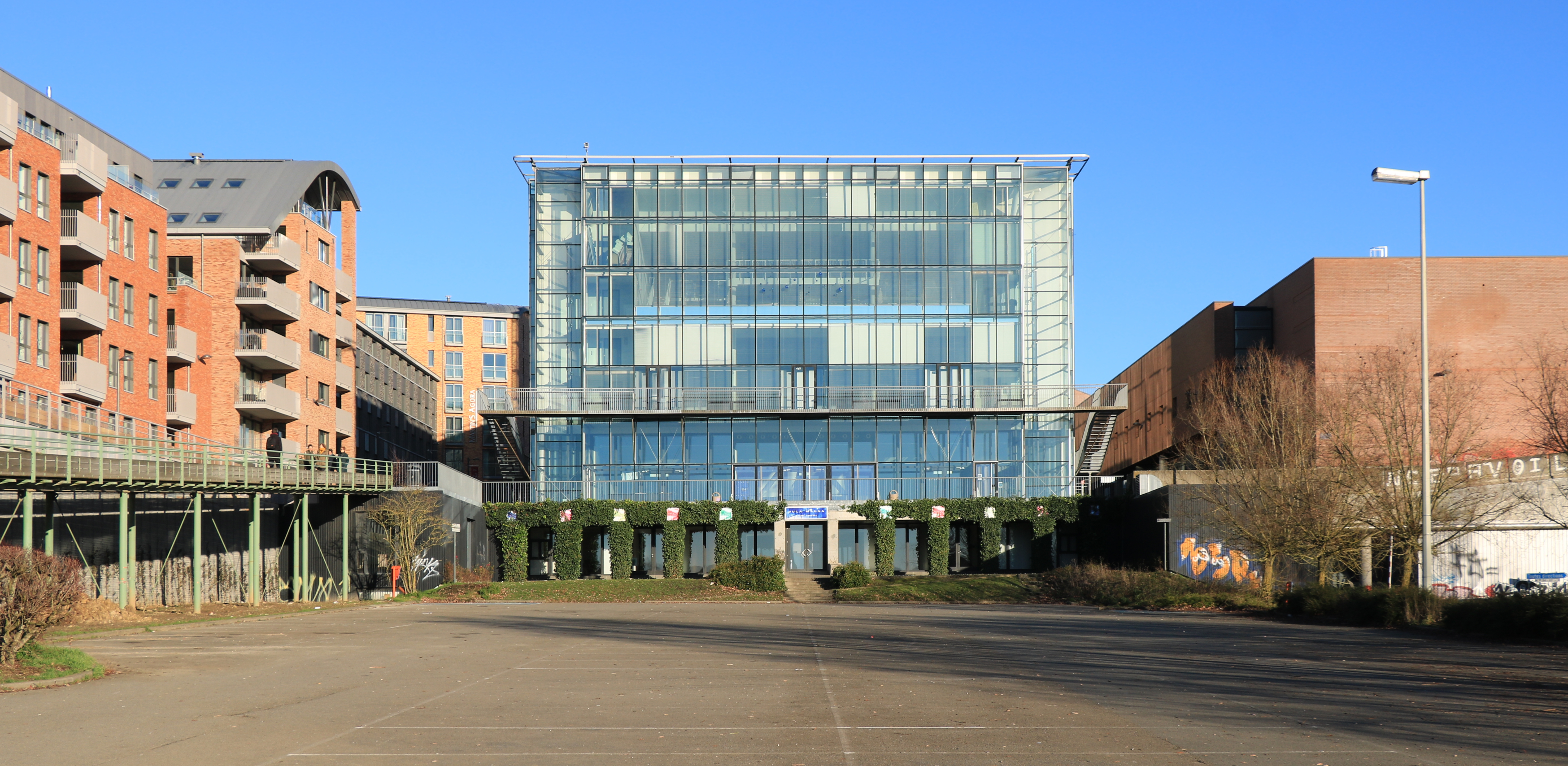
L'Aula Magna face au lac.

## Statut patrimonial
L'Aula Magna fait l'objet d'une « inscription » comme monument et figure à l'Inventaire du patrimoine immobilier culturel de la Wallonie sous la référence 25121-INV-0078-01.

## Historique

### Premières phases de construction de la ville
Obligée de quitter la ville flamande de Louvain dans le cadre des lois belges sur l'emploi des langues, l'Université catholique de Louvain jette son dévolu en 1968 sur le plateau agricole situé au nord-est d'Ottignies en Brabant wallon,, où elle fait sortir de terre une ville universitaire entièrement neuve à partir de 1970.
La construction de la ville commence dès 1970 avec le quartier est, qui regroupe le Cyclotron (1970-1972), la place Sainte-Barbe (1970-1972),,,, la Bibliothèque des Sciences (1970-1973),, la place des Sciences (1970-1976) et la place Croix-du-Sud (1974-1975),.
Elle se poursuit en 1975-1977 avec la rue des Wallons et la place des Wallons (1975),,,, la gare de Louvain-la-Neuve, les Halles universitaires (1975-1976) la Grand-Rue et les Auditoires Agora (1977).
La troisième phase des travaux (1979-1981) entraîne la construction de la place Blaise Pascal (1979) et de la Grand-Place de Louvain-la-Neuve (1980-1981).

### Construction de l'Aula Magna

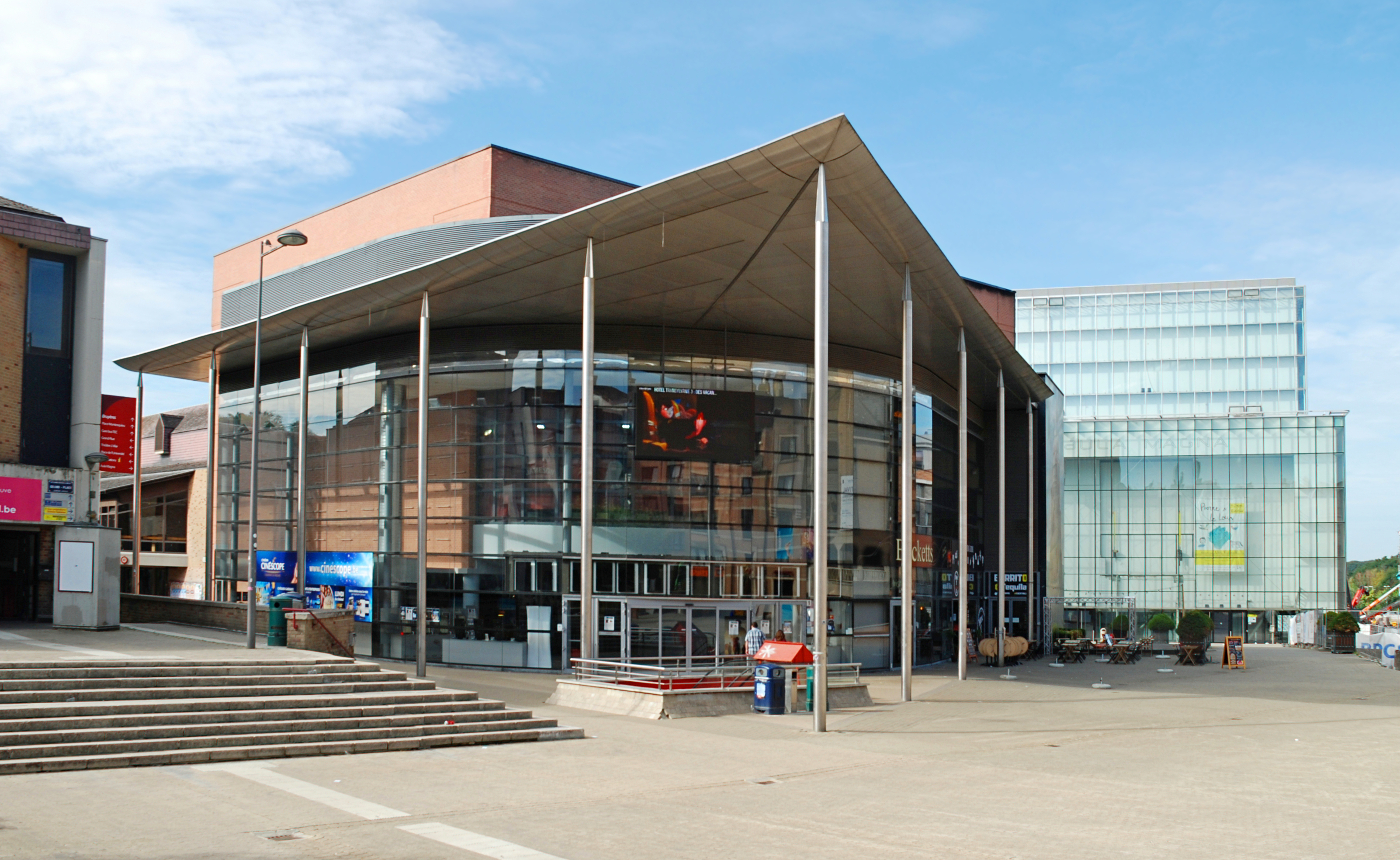
L'Aula Magna à droite du cinéma UGC.

L'Aula Magna, bâtie entre 1999 et 2001 par le bureau d'architecture Philippe Samyn and Partners, participe d'une phase ultérieure d'expansion de la ville vers le lac de Louvain-la-Neuve. Cette phase se poursuivra ensuite avec la construction de 2015 à 2018 du Resort Urbain Agora, un complexe hôtelier et résidentiel de 30.000 mètres carrés, qui combine un hôtel, un appart-hôtel, des appartements résidentiels, des appartements-services pour les seniors, un centre fitness-wellness, une brasserie, un bar à vins, un centre de conférence et un espace de co-working,,.
L'Aula Magna est inaugurée en 2001, année du 575e anniversaire de l'Université catholique de Louvain. Elle est plus précisément inaugurée le 2 mai 2001 en présence des autorités de la KUL (devenue depuis KU Leuven), invitées pour l'occasion, lors d'une séance de remise des insignes de docteur honoris causa de l'Université catholique de Louvain à quatre récipiendaires : l'écrivain d'origine libanaise Amin Maalouf, le peintre et photographe allemand Gerhard Richter, le musicien espagnol Jordi Savall et le scénographe tchèque Josef Svoboda.
Le nouvel édifice devait être le signal d'un pôle d'extension de la ville placé entièrement sous le signe de la culture : elle devait en effet être flanquée d'un complexe de treize salles de cinéma et du nouveau Musée de Louvain-la-Neuve mais seul le cinéma verra le jour. En effet, trois projets successifs de nouveau musée sur les bords du lac de Louvain-la-Neuve ou à proximité de l'Aula Magna avorteront successivement en 1996 (architecte Risho Kurokawa),, en 2003 (architecte Philippe Samyn), et en 2011 (bureau américain Perkins+Will associé au bureau belge Émile Verhaegen).
Depuis son ouverture en 2001, l'Aula Magna était gérée par une société anonyme de droit privé dont les gestionnaires étaient membres de l'université de Louvain. Cela change en 2018 lorsque la S.A. est dissoute et remplacée par une association sans but lucratif ayant pour mission de gérer l'Aula Magna, désormais directement sous le contrôle de l'UCLouvain.

### Visite d'état
Le 20 novembre 2018, le président de la République française Emmanuel Macron et le Premier ministre de Belgique Charles Michel rencontrent des étudiants de l'UCLouvain à l'Aula Magna pour discuter de l'avenir de l'Europe. Ils y sont accueillis par le recteur de l'UCLouvain Vincent Blondel, le gouverneur de la Province du Brabant wallon Gilles Mahieu et le bourgmestre d'Ottignies-Louvain-la-Neuve Jean-Luc Roland.

### Visite du pape
Le 28 septembre 2024, dans le cadre du voyage du pape François au Luxembourg et en Belgique, ce dernier rencontre des étudiants et doctorants de l'UCLouvain à l'Aula Magna pour une heure d'échanges, avant de saluer, depuis le balcon du théâtre, la foule de 4 000 personnes rassemblées sur le parking situé en contrebas, entre le bâtiment et le lac,,,, et de traverser le parking assis dans une voiture de golf, bénissant, serrant des mains et distribuant des chapelets.
Ce premier voyage du pape François en Belgique depuis le début de son pontificat a lieu à l'occasion du 600e anniversaire de la fondation de l'Université de Louvain, ancêtre de l'UCLouvain et de la KU Leuven.

## Architecture

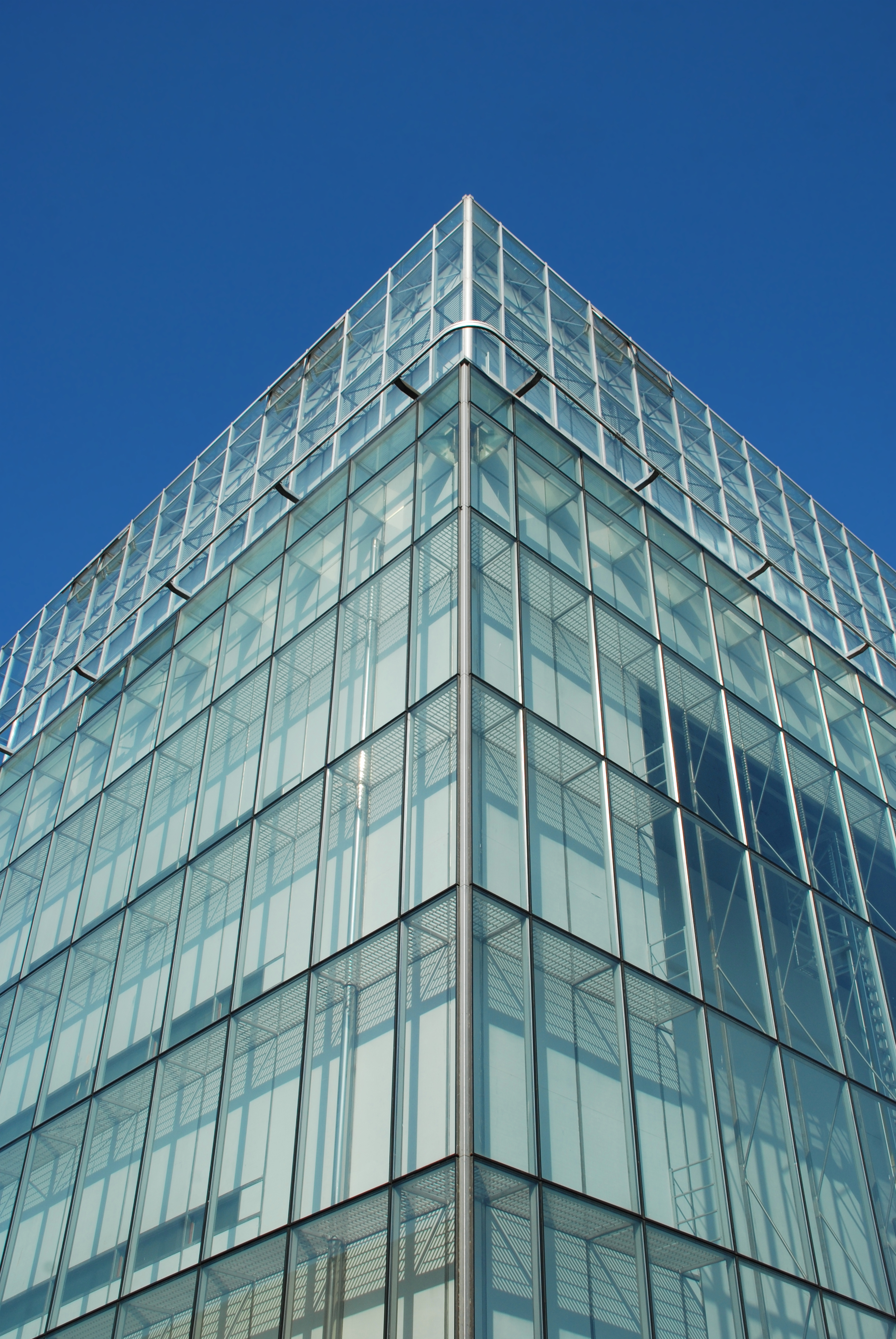
Angle nord-est.

L'Aula Magna est, selon les termes de l'Inventaire du patrimoine immobilier culturel de la Wallonie, un « grand parallélépipède en verre transparent et en acier, d'une trentaine de mètres de haut et d'une septantaine de mètres de long ».
Toujours selon l'Inventaire, « deux techniques de construction innovantes ont été utilisées; le procédé de la double peau et l'accrochage par le haut de la façade ».
L'édifice contraste avec les bâtiments de la Grand-Place voisine, et avec l'architecture de Louvain-la-Neuve en général, où la brique et le béton dominent.
L'Aula Magna est à la fois une salle académique et une salle de spectacle polyvalente, et possède la plus grande scène de Wallonie, avec fosse d'orchestre. Elle comporte un théâtre de 1 000 places, le Foyer du Lac de 250 places, des salles de réunions et un vaste hall de 1 700 m2.

Aula Magna
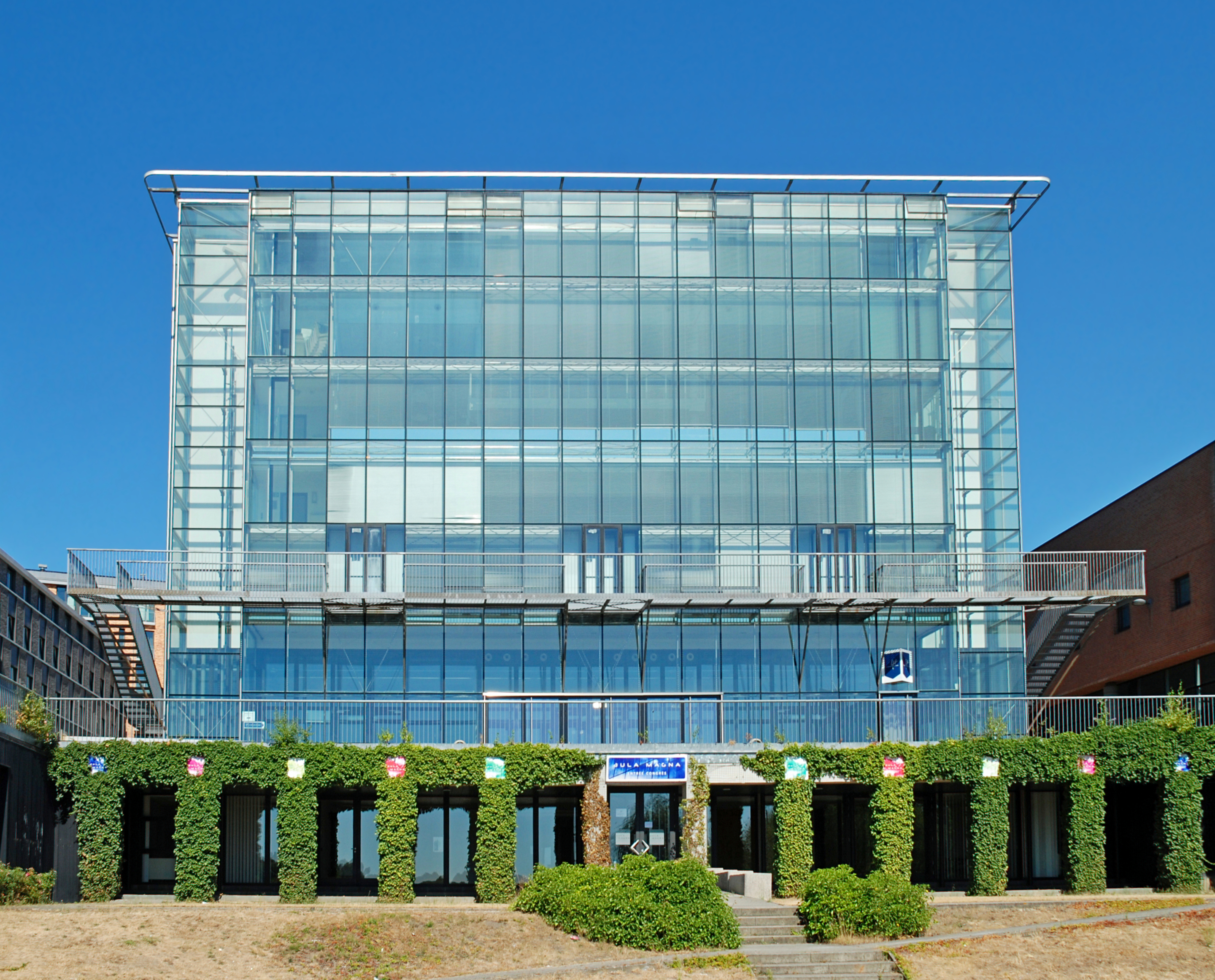
Façade occidentale tournée vers le lac.
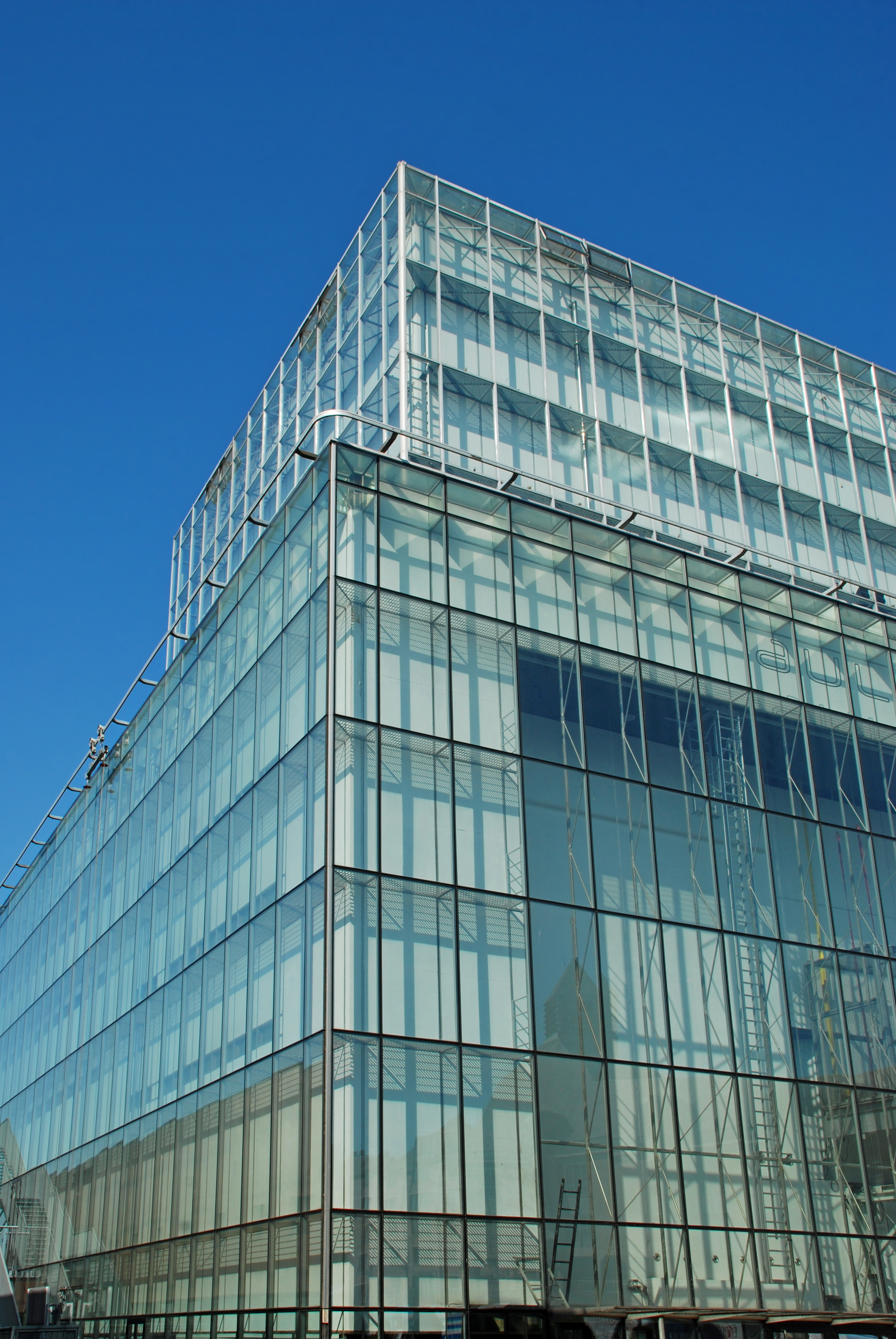
Angle nord-est.

## Art public sous l'Aula Magna
Plusieurs fresques ont été réalisées sur le mur de soubassement de l'Aula Magna lors du Kosmopolite Art Tour 2015, un festival international d'art urbain (street art) et de graffiti qui a réalisé des fresques murales collectives dans trois villes de Belgique : Bruxelles, Louvain-La-Neuve et Alost,. 
Ces fresques étaient en plein air en 2015 mais elles se trouvent maintenant confinées dans le tunnel appelé « Anneau central » à la suite de la construction du complexe hôtelier et résidentiel Resort Urbain Agora en 2015-2018),.
Trois fresques s'enchaînent. Tout d'abord « Utopia » de Tyrsa et Ilk qui illustre le thème imposé du Kosmopolite Art Tour 2015, ensuite une fresque de Delicious Brains et, enfin, une fresque de 2Shy.
Tyrsa et Ilk signent leur œuvre « @Tyrsamisu » et « @Ilk Flottante » en haut à droite.
D'autres fresques, réalisées par le « Collectif Art Osons » et situées en face, ont complètement disparu à la suite de la construction du Resort Urbain Agora : ces fresques, signées Horor, Nortone, Nexer et Kaiser, représentaient un homme et un cheval bioniques, un cheval monté par une cavalière brandissant un étendard et un oiseau couvert d'une cuirasse. On peut encore les voir sur la page consacrée au Kosmopolite Art Tour 2015 par le site Spraymium Magazine.

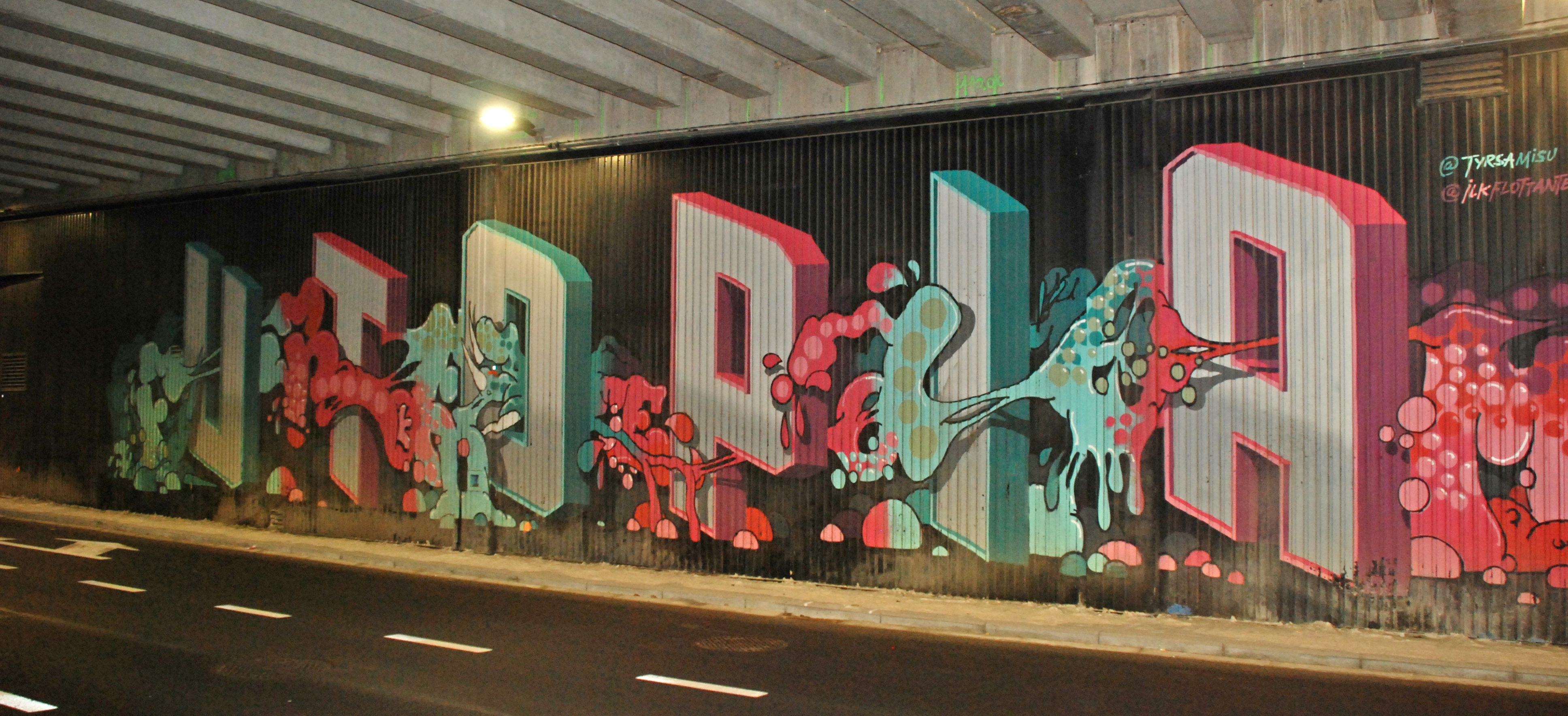
« Utopia » (Tyrsa et Ilk).
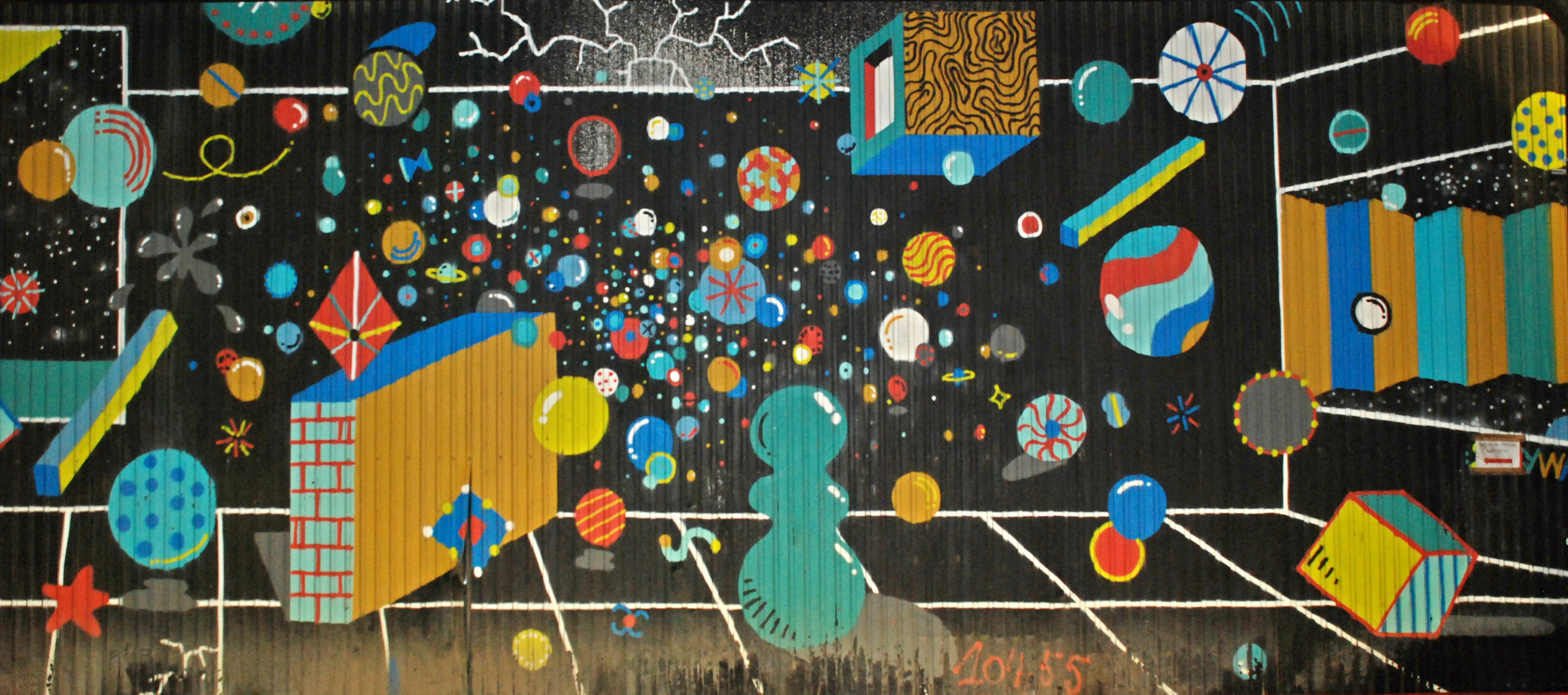
Fresque de 2Shy.

## Art public dans les environs de l'Aula Magna
Les environs de l'Aula Magna sont riches en œuvres d'art public, que ce soient des peintures murales ou des sculptures.

### Peintures murales
La place Raymond Lemaire, située entre la Grand-Place et l'Aula Magna, est ornée de trois grandes fresques.

#### François Schuiten: laTour Infinie
La première est une fresque de 13 mètres de haut intitulée la Tour Infinie et réalisée en 2010 : le dessinateur de bande dessinée belge François Schuiten en a réalisé le dessin de base et la fresque grandeur nature a été peinte par l'artiste Alexandre Obolensky. La fresque, librement inspirée du tableau de Breughel l'ancien, représente la tour de Babel, qui représente pour l'auteur le symbole de la diversité et du savoir de l'UCL. « Dans le bas de la fresque, un labyrinthe et des routes qui rentrent dans le sous-sol, une évocation de la ville souterraine ».

#### Kosmopolite Art Tour 2015
Les deux autres fresques ont été réalisées par le Kosmopolite Art Tour 2015, déjà évoqué plus haut. 
La première de celles-ci, réalisée au pinceau et pas à la bombe, représente deux femmes dos à dos et est l'œuvre des artistes argentines Mariela Ajras et Milu Correch, originaires de Buenos Aires,. Les deux jeunes artistes ont bénéficié d'un des plus grands murs proposés lors du Kosmopolite Art Tour 2015. « À la base, on avait l'idée de peindre un couple. Mais finalement, j'ai pris des photos de deux amies, une Portugaise et une Espagnole, qui servent de modèles », explique Milu Correch. Pour Mariela Ajras, cette fresque « est le symbole de la tempérance, une bonne valeur ».
La seconde fresque du Kosmopolite Art Tour 2015 sur la place Raymond Lemaire, aux couleurs plus froides, occupe un mur de 9 mètres de haut sur 20 mètres de large,. Elle est l'œuvre des graffeurs Dourone et Élodie. Dourone est un graffeur espagnol du nom de Fabio Lopez qui a commencé à faire des graffitis en 1999 à Madrid et qui a commencé à faire équipe avec Elodieloll en 2012. Dourone décrit son mur en ces termes : « Il fait entre 8 et 9 mètres de haut. Notre travail se compose de nombreux petits éléments : des constellations, des visages cachés, le signe de l'infini… Je ne veux pas trop en dire pour que les gens fasse leur propre interprétation ». La fresque est signée « Dourone », en haut à gauche et affiche son logo en bas à droite.
Lors du festival de street art Fresh Paint OLLN en 2021, on procède à la restauration de deux des fresques réalisées lors du Kosmopolite Art Tour 2015 : celle de Dourone sur la place Raymond Lemaire et celle du collectif « The Weird » sur le mur du parking du Sablon sous le Théâtre Jean Vilar. Comme le précise Guillaume Desmarets du collectif Farm Prod qui est à l'initiative de Fresh Paint OLLN, ces fresques « ont souffert du soleil. Nous allons en raviver les couleurs, sans toucher à la patte des artistes évidemment ». La fresque de Dourone avait en effet perdu ses dégradés de rose / mauve.

Fresques de la place Raymond Lemaire
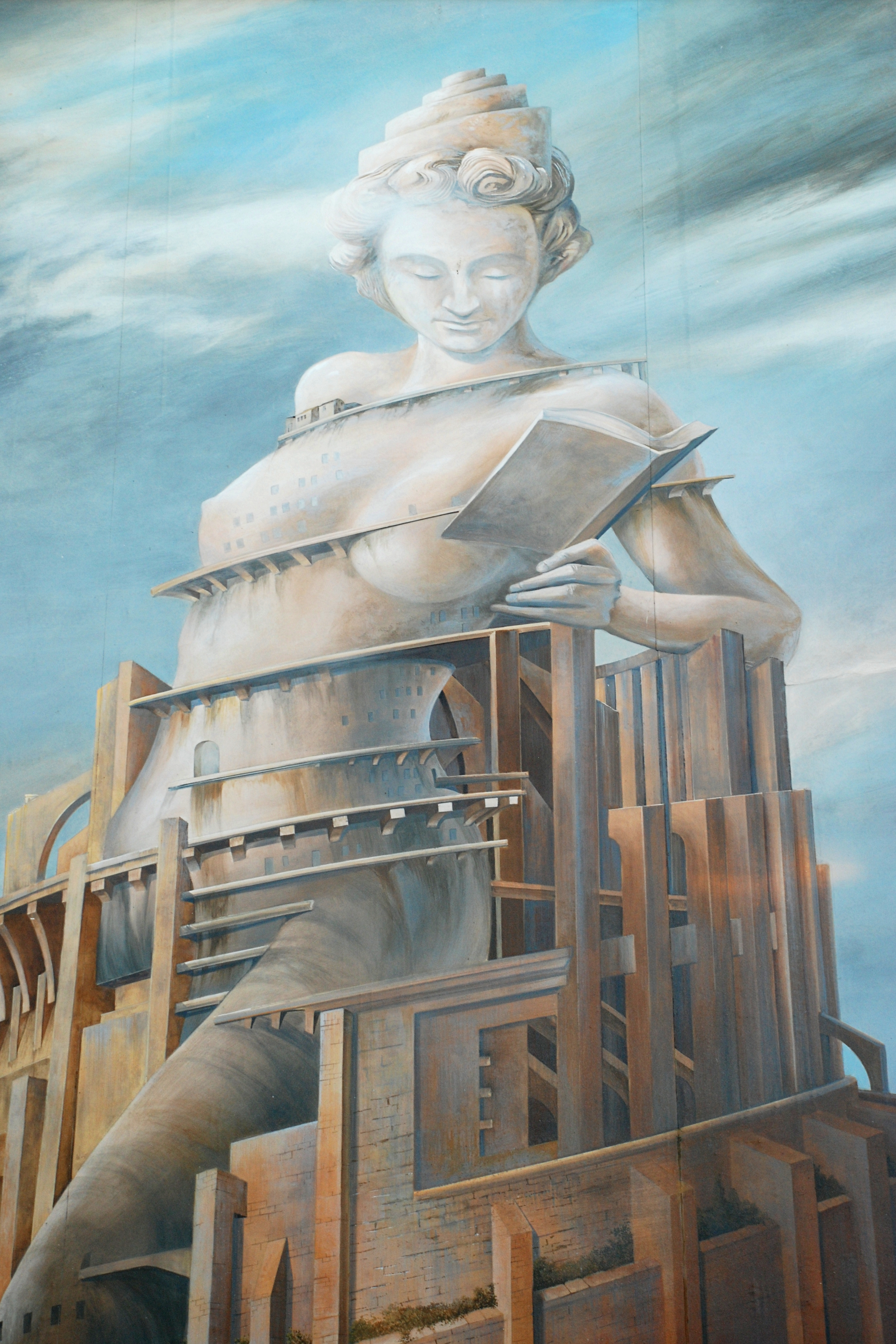
La Tour Infinie (détail).
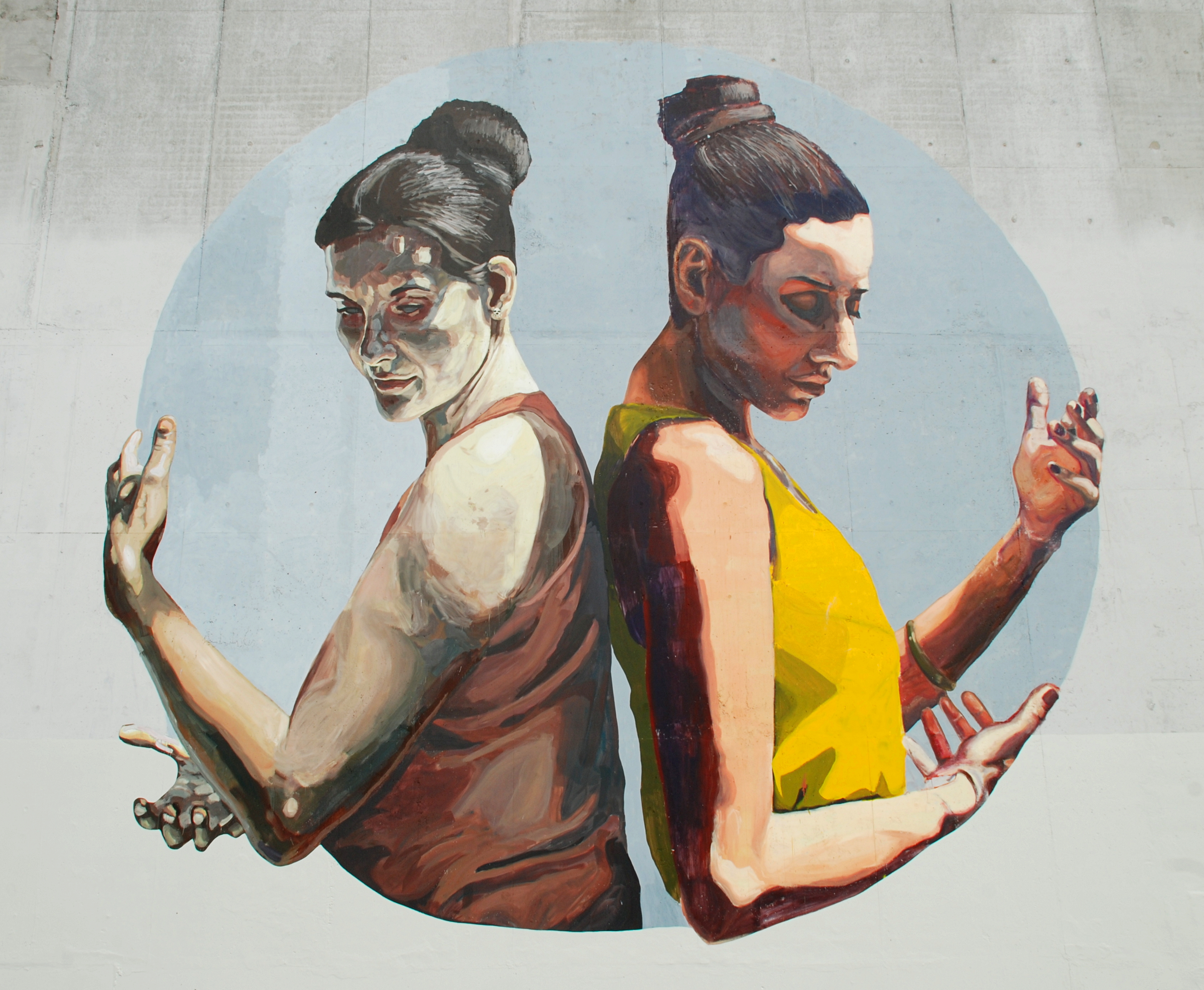
Fresque de Mariela Ajras & Milu Correch.
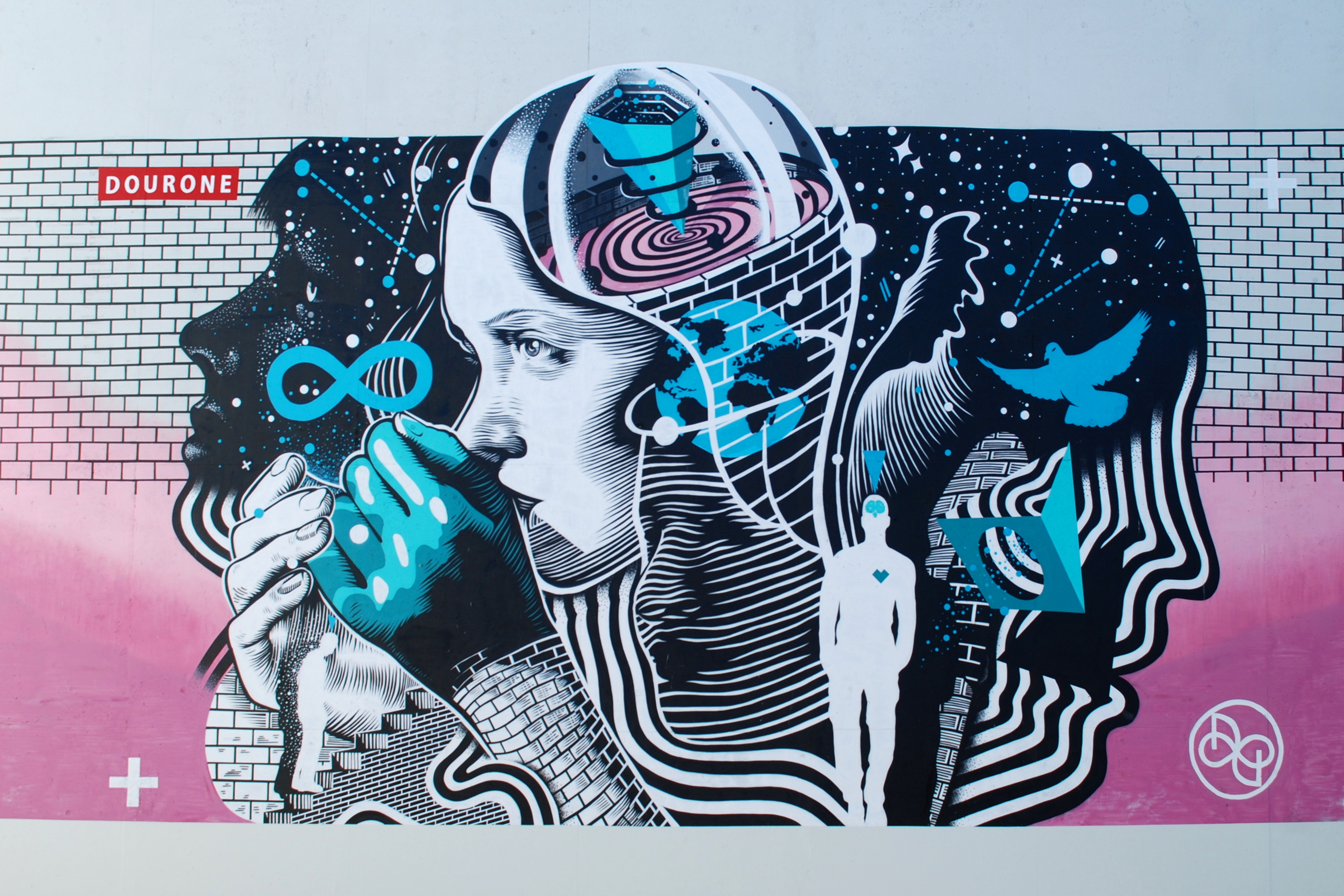
Fresque de Dourone et Élodie.

### Sculptures

#### Ronde des menhirs
À l'est de l'Aula Magna, la place Montesquieu accueille une vaste sculpture en pierre bleue, réalisée par le sculpteur Pierre Culot en 1980 et intitulée Ronde des menhirs, faite de blocs de pierre de 40 à 300 cm de haut formant un amphithéâtre de 26 m,. 
Primé lors d'un concours organisé en collaboration avec la Communauté française de Belgique, cet amphithéâtre offre un lieu de rencontre aux étudiants et aux passants,, « les invitant à pénétrer dans la composition et à s'y installer, à s'y ressourcer, en marge de l'architecture fonctionnelle environnante ».
Selon l'ouvrage L'art dans la ville - Promenades à Ottignies-Louvain-la-Neuve « c'est le souvenir du monde grec, creuset de notre civilisation qu'évoque l'appareillage quasi cyclopéen du mur installé par Culot ».
Selon Wivinne de Traux, critique d'art et co-rédactrice de l'ouvrage L'art dans la ville - Promenades à Ottignies-Louvain-la-Neuve : « C'est à la fois un mobilier urbain, un écrin pour le végétal, de l'architecture… ».

Ronde des menhirs (Pierre Culot 1980)
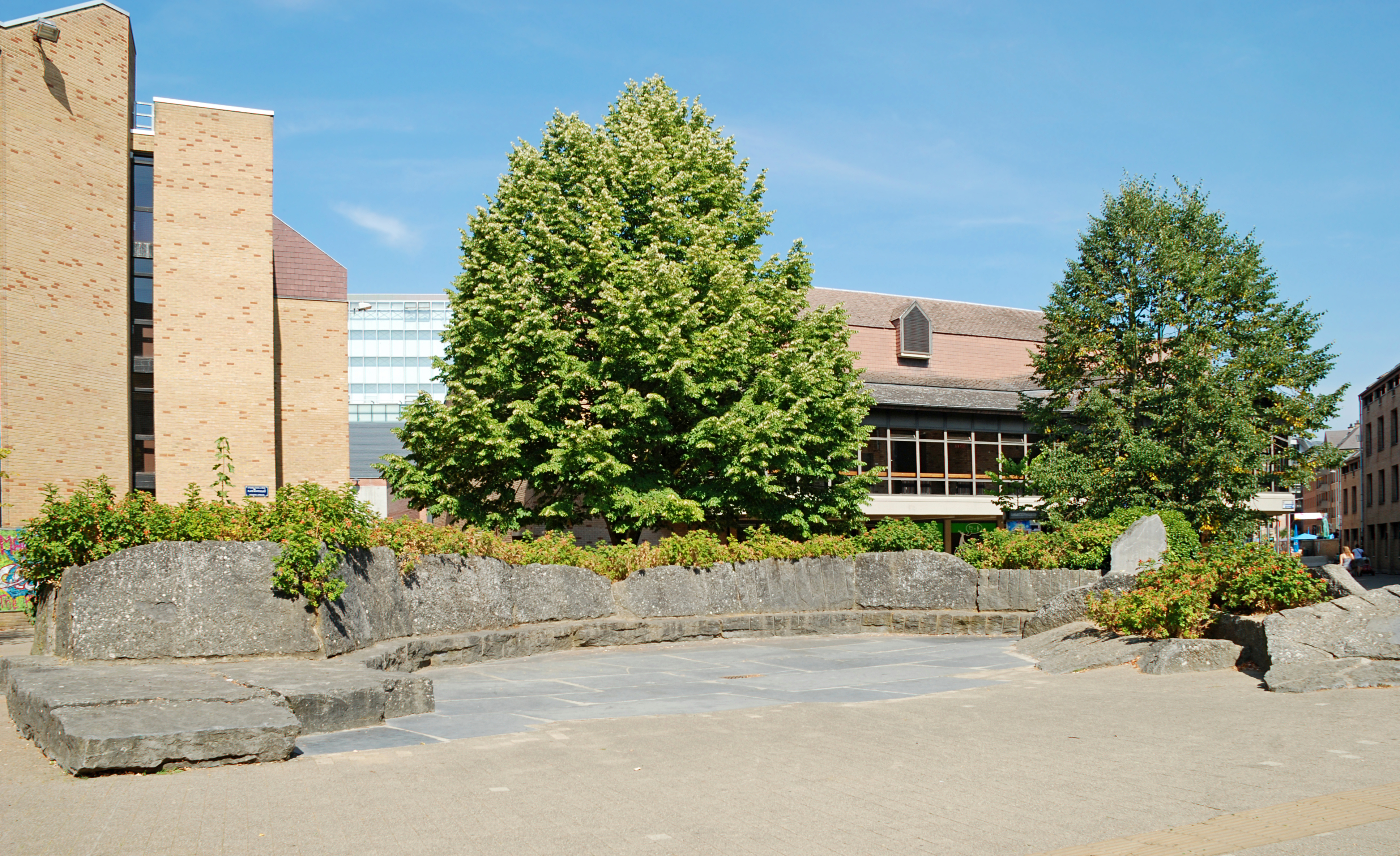
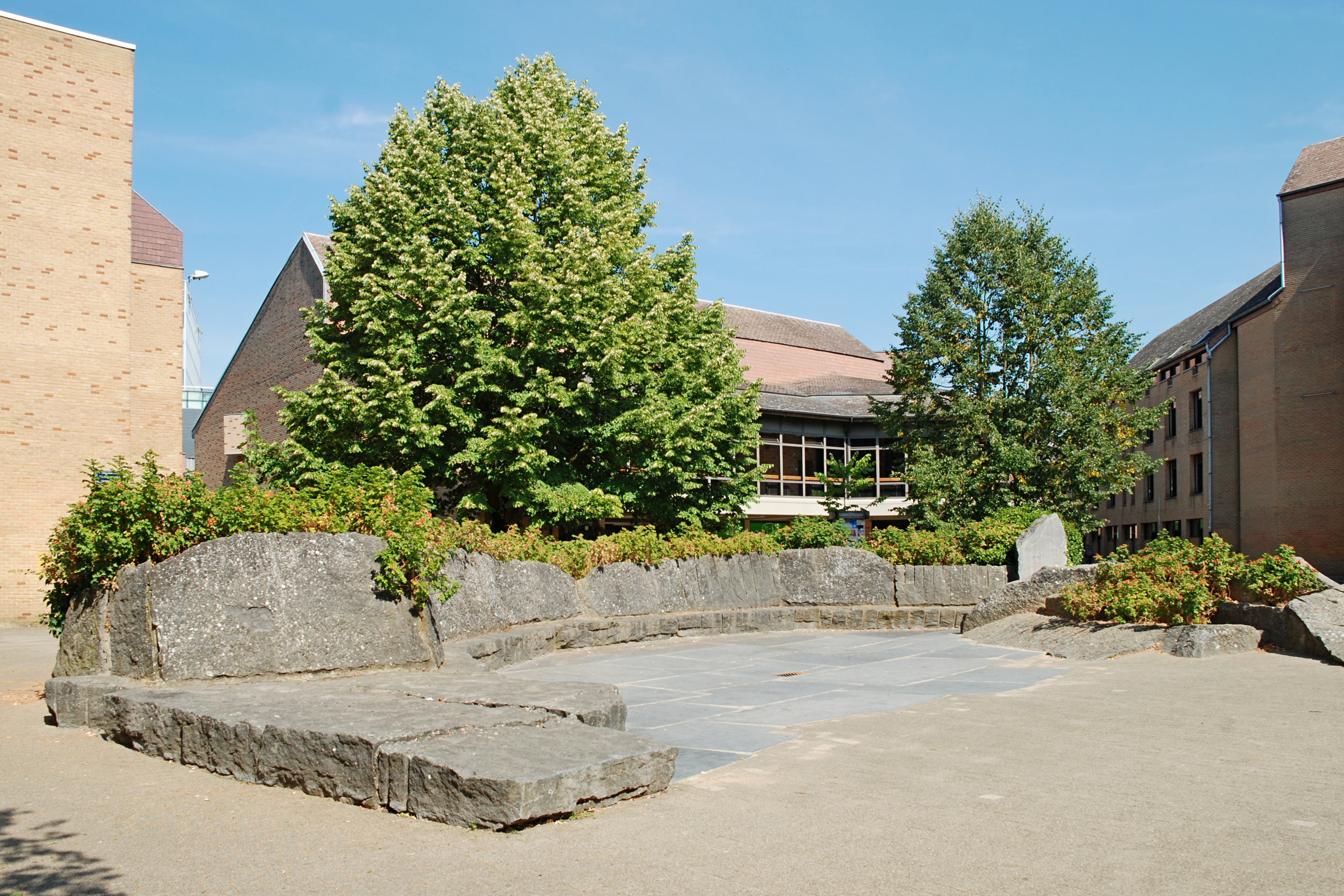
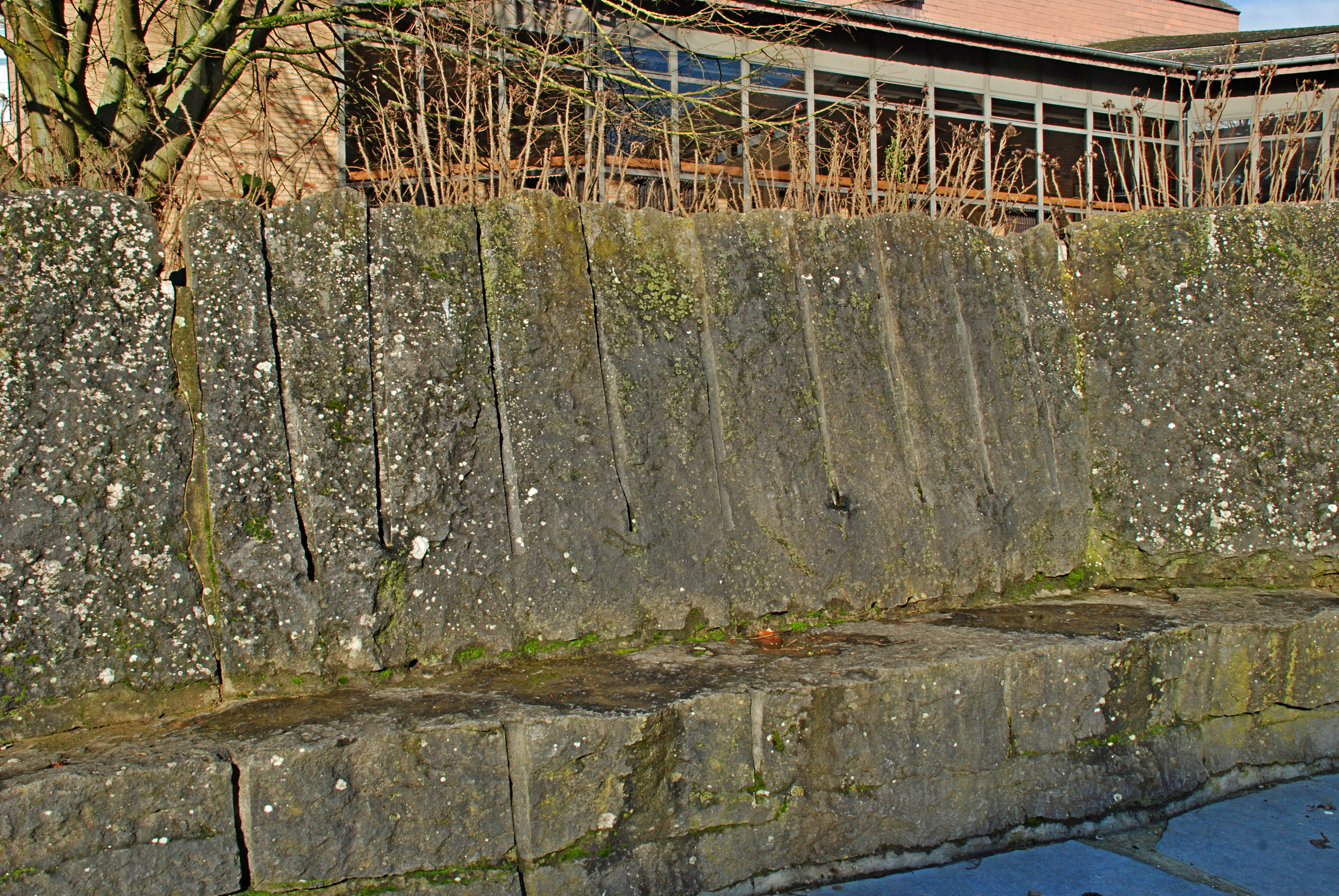

#### Statue-banc Yves du Monceau
Le long de la « Rêverie du Promeneur solitaire », à la pointe nord-est du lac de Louvain-la-Neuve, près de l'Aula Magna, se dresse un banc en bronze qui perpétue le souvenir d'Yves du Monceau de Bergendal, bourgmestre d'Ottignies de 1958 à 1978, puis d'Ottignies-Louvain-la-Neuve de 1978 à 1988.
La sculpture a été commandée par son fils Diego au sculpteur britannique David Williams-Ellis (en) et offerte à l'UCLouvain et à la Ville d'Ottignies-Louvain-la-Neuve. Elle a été inaugurée le 18 juin 2020 en présence de la comtesse Rainy du Monceau, veuve d'Yves du Monceau, de quelques représentants de la famille et des autorités universitaires et communales.
Le bulletin communal d'Ottignies-Louvain-la-Neuve évoque la statue-banc en ces termes : « Yves du Monceau de Bergendal accueille désormais vos confidences au bord du lac de Louvain-la-Neuve, juste en face de l'Aula Magna. À moins qu'il vous souffle quelques idées pour l'avenir de la ville ? ».

Statue-banc Yves du Monceau (David Williams-Ellis 2020)
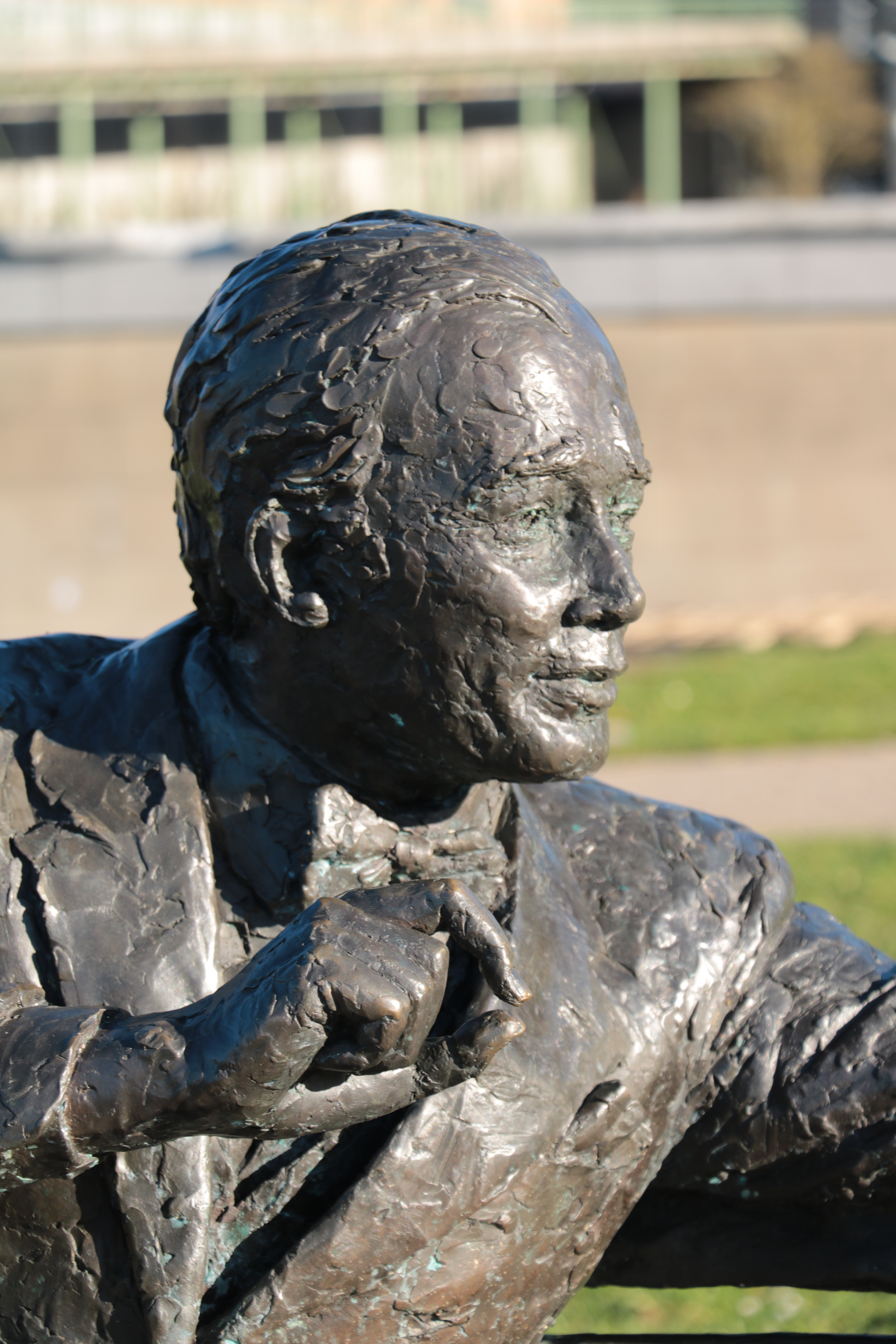
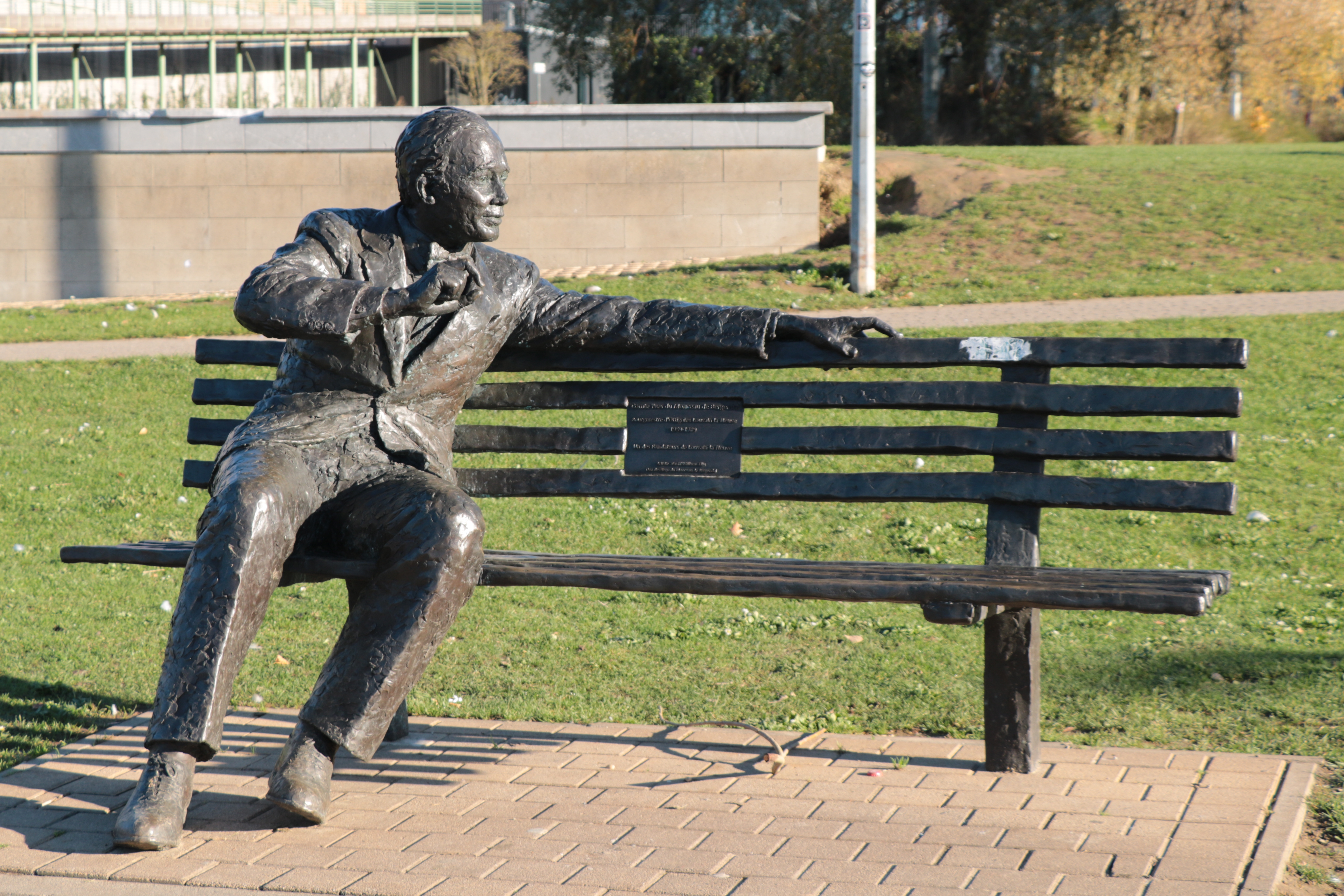
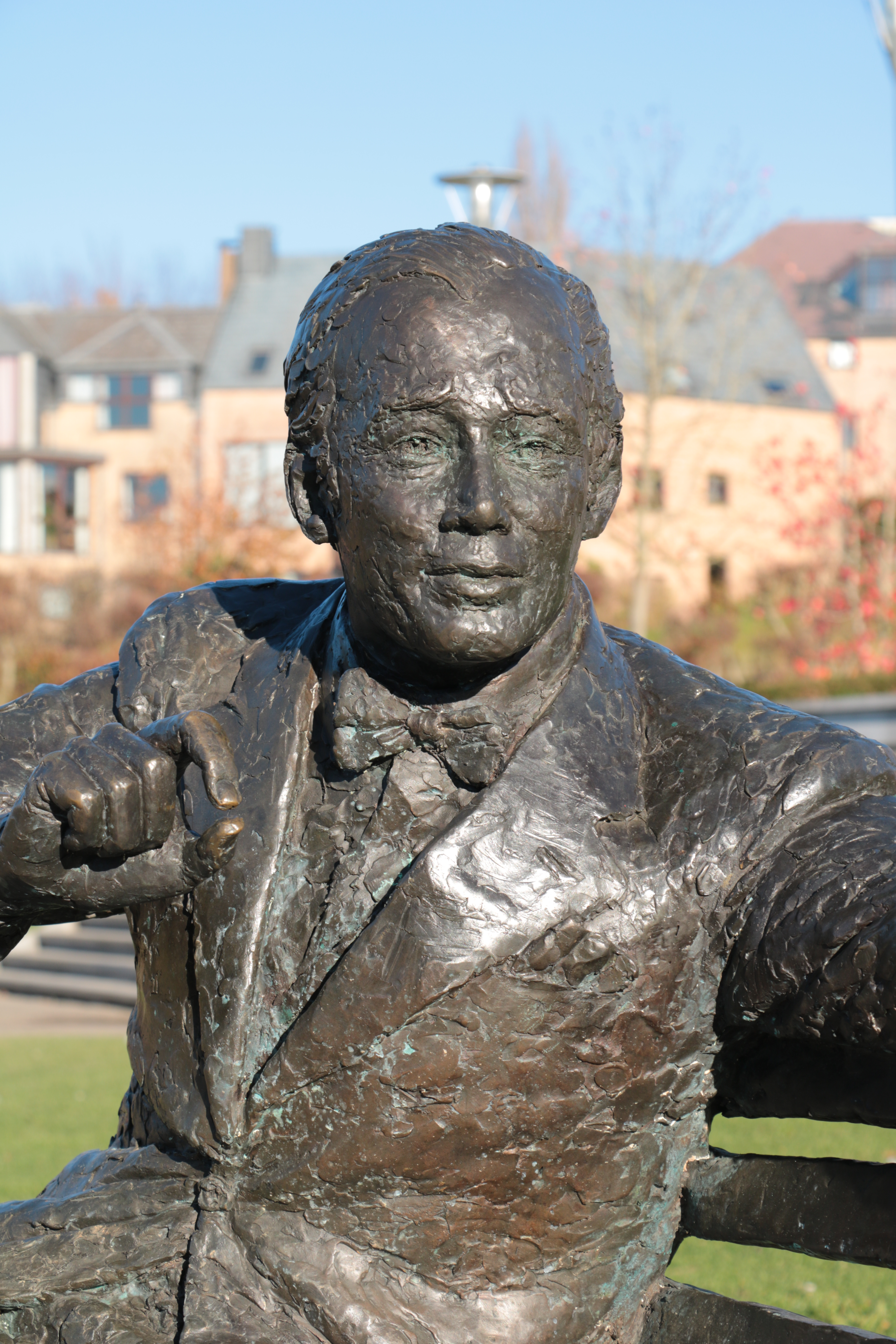
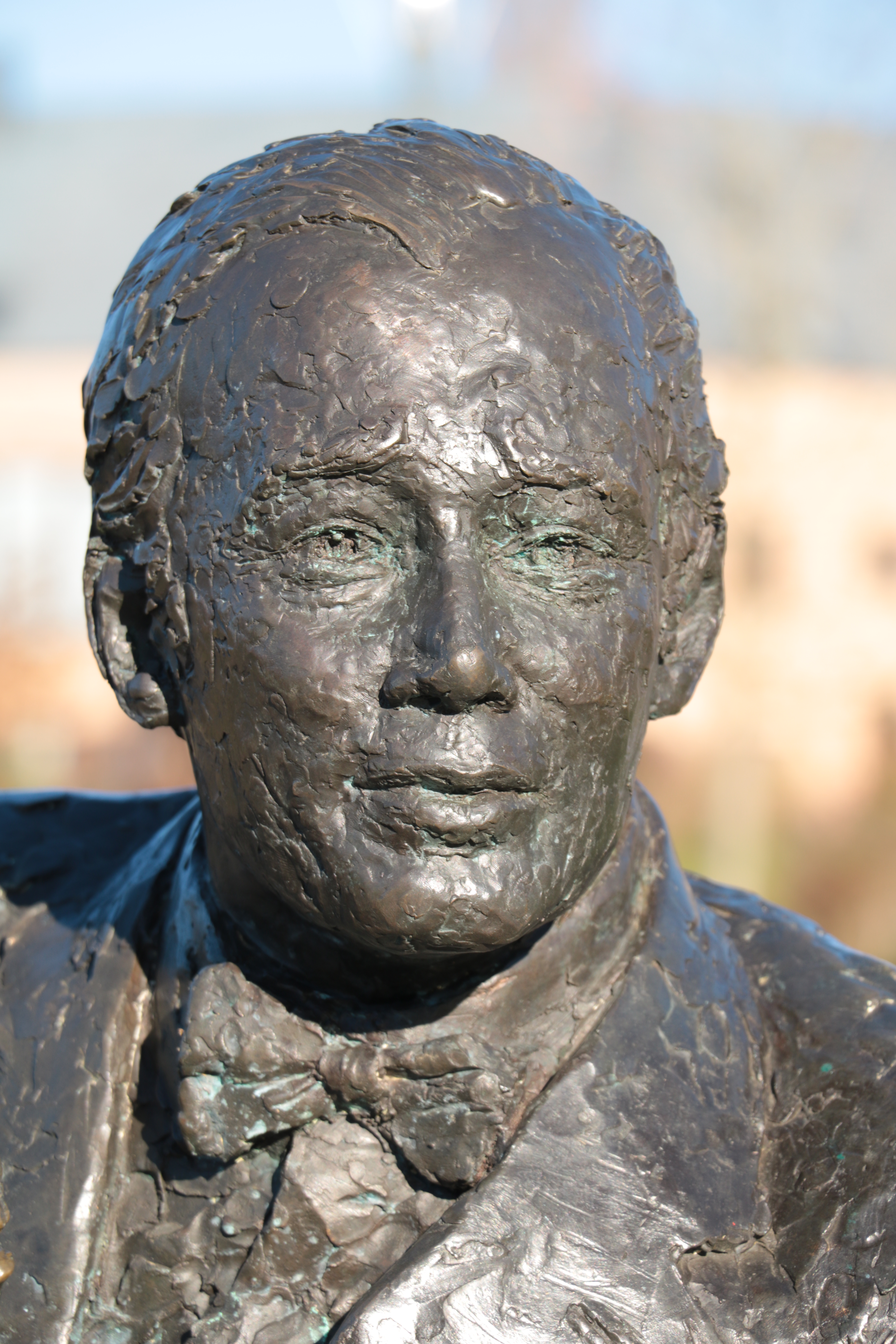